# Cyclophora approximans
Cyclophora approximans là một loài bướm đêm trong họ Geometridae.